# Erzbistum Joinville

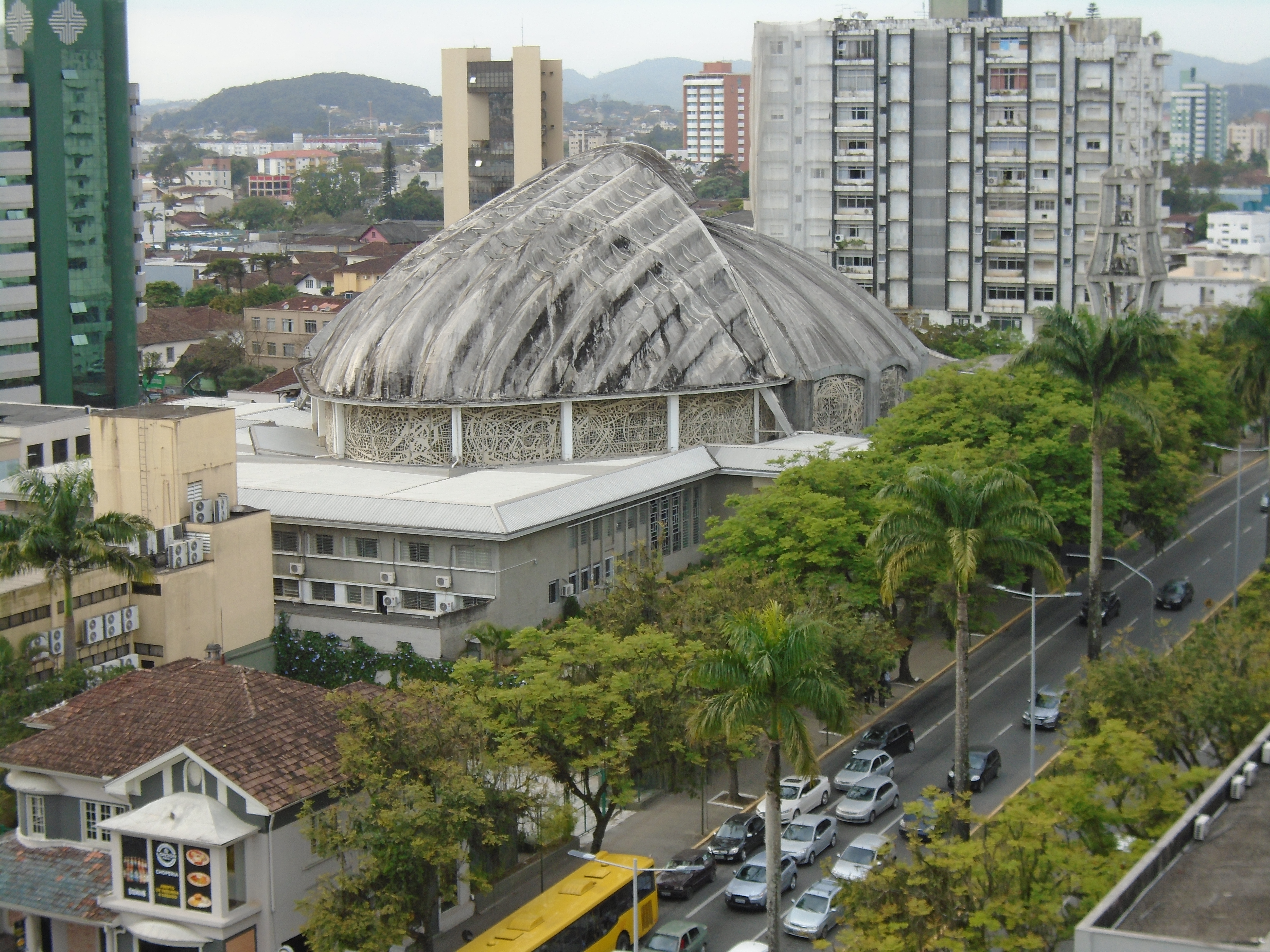
Kathedrale São Francisco Xavier in Joinville

Das Erzbistum Joinville (lateinisch Archidioecesis Ioinvillensis, portugiesisch Arquidiocese de Joinville) ist eine in Brasilien gelegene römisch-katholische Erzdiözese mit Sitz in Joinville im Bundesstaat Santa Catarina.

## Geschichte
Das Bistum Joinville wurde am 17. Januar 1927 durch Papst Pius XI. mit der Apostolischen Konstitution Inter praecipuas aus Gebietsabtretungen des Erzbistums Florianópolis errichtet und diesem als Suffraganbistum unterstellt. Am 23. November 1968 gab das Bistum Joinville Teile seines Territoriums zur Gründung des Bistums Rio do Sul ab. Eine weitere Gebietsabtretung erfolgte am 19. April 2000 zur Gründung des Bistums Blumenau.
Im Mai 2018 wurde Marcos Roberto Ferreira, ein Priester im Bistum Joinville, wegen sexuellen Missbrauchs eines 12- und eines 13-Jährigen zu 33 Jahren, 2 Monaten und 6 Tagen Freiheitsstrafe verurteilt.
Am 5. November 2024 errichtete Papst Franziskus die neue Kirchenprovinz Joinville und unterstellte dem Erzbistum Joinville die Bistümer Blumenau und Rio do Sul als Suffragandiözesen, die zuvor wie Joinville zur Kirchenprovinz Florianópolis gehörten.

## Bischöfe von Joinville
- Pio de Freitas Silveira CM, 1929–1955
- Gregório Warmeling, 1957–1994
- Orlando Brandes, 1994–2006, dann Erzbischof von Londrina
- Irineu Roque Scherer, 2007–2016
- Francisco Carlos Bach, seit 2017